# Fomento III
Fomento III ist eine osttimoresische Aldeia im Sucos Comoro (Verwaltungsamt Dom Aleixo, Gemeinde Dili). 2015 lebten in Fomento III 817 Menschen.

## Lage

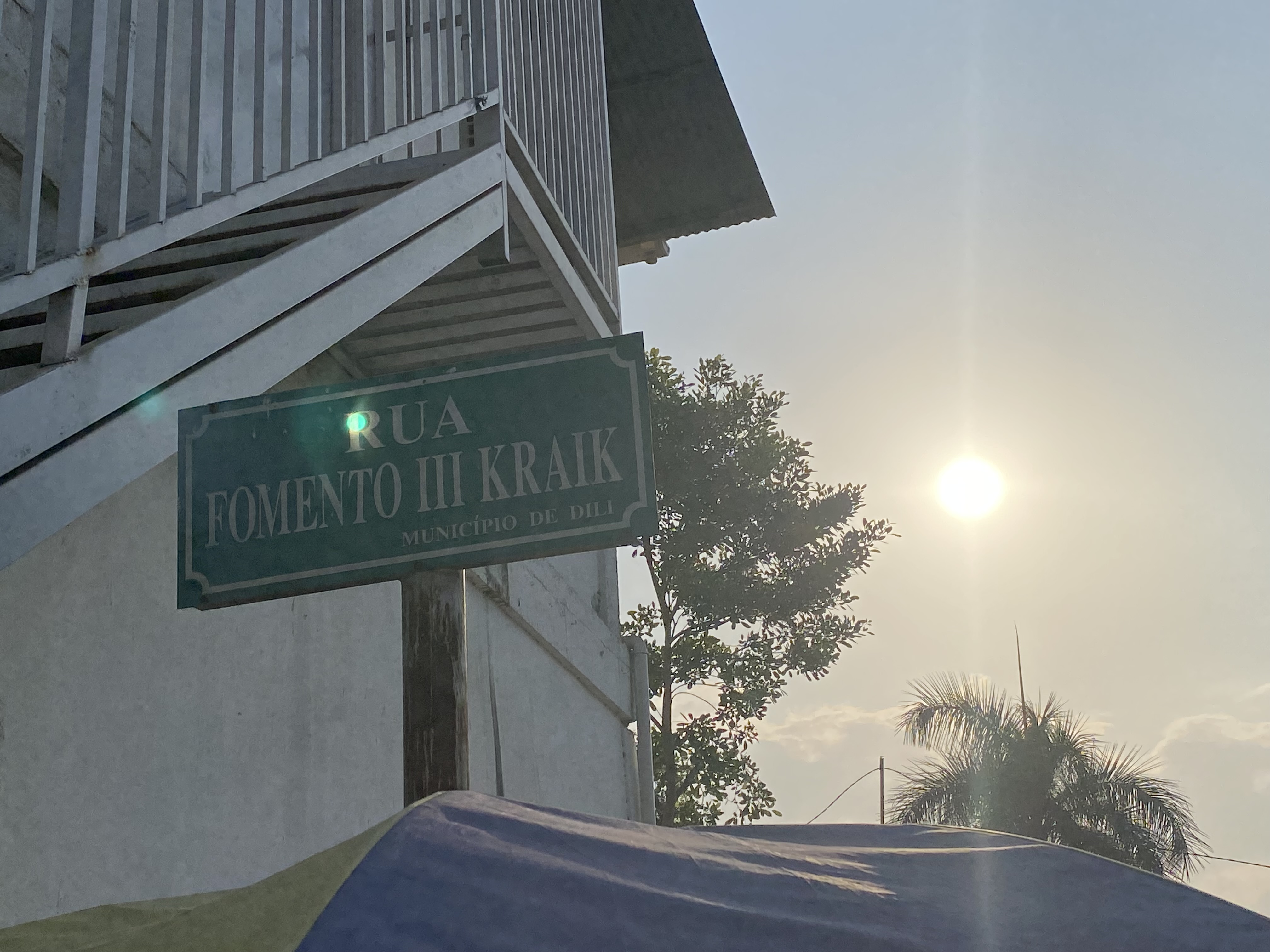
In Fomento III

Fomento III liegt im Osten vom Suco Comoro und ist Teil des Stadtteils Fomento. Das Viertel wird aber auch Haslaran genannt. Westlich der Rua do Fomento und südlich der Rua de Has Fuan Tebar liegt die Aldeia Fomento II, südöstlich die Aldeia Bayaleste, östlich der Rua de Hás-Laran die Aldeia São José und nördlich der Avenida de Hudi-Laran die Aldeia Fomento I.